# Fundus albipunctatus
Es denomina fundus albipunctatus a una malaltia ocular hereditària en la qual es produeix falta de visió en condicions de poca lluminositat (ceguesa nocturna) i un aspecte característic del fons d'ull, amb nombrosos punts de color blanquinos situats a la retina, la porció de l'ull en la qual es troben les cèl·lules sensibles a la llum, és a dir els cons i els bastons. Aquest trastorn ha de diferenciar-se de la retinitis punctata albescens, que és una altra malaltia ocular diferent i de major gravetat, si ben alguns estudiosos creuen que tots dos patiments estan relacionats.
S'hereta segons un patró autosómico recessiu, la qual cosa significa que els dos pares han de portar el gen anòmal perquè el seu fill presenti la malaltia. La mutació es localitza en el gen RDH5 que està situat al braç llarg del cromosoma 12 i codifica l'enzim 11-cis-retinol-deshidrogenasa.
Els símptomes estan presents des de la infància i no canvien en intensitat amb el pas del temps, la visió nocturna és deficient i l'adaptació a la foscor està demorada, no obstant això l'agudesa visual en condicions de bona lluminositat ambiental és gairebé normal i es conserva el camp visual. El patiment no és greu ni progressiu, per la qual cosa no impedeix el desenvolupament de les activitats de la persona afectada que pot desenvolupar-se en la vida diària amb relativa normalitat. No existeix cap tractament establert per guarir l'afecció.